# Spolek svatého Vasilije Velikého
Spolek svatého Vasilije Velikého (rusínsky Общество св. Василія Великого, Obščenstvo sv. Vasylija Velykoho) byl rusínský literární spolek působící na Ukrajině a na Slovensku, založený v roce 1862 rusínskými národními buditeli Adolfem Dobrjanským a Ioannem Rakovským v tehdejším Rakouském císařství. Spolek se stal nejvýznamnějším literárním spolkem během rusínského národního obrození. Spolek vydával zejména noviny a knihy, mezi nejvýznamnější se řadí týdeník Svět, první noviny vydávané na území Uherské Rusi. Cílem spolku během národního obrození byla, stejně jako u Spolku sv. Jana Křtitele, otevřít rusínské školy a také proto vydávali učebnice v rusínštině a maďarštině.
Činnost spolku byla kvůli maďarizaci, v roce 1873, utlumena, ale v roce 1895 byla znovu obnovena, ale pod novým vedením. Zatímco původní rusofilské vedení vydávalo svůj týdeník v ruštině, nové rusínofilské vedení se již čistě zajímalo o rusínské zájmy. Nové rusínofilské vedení se i distancovalo od původního rusofilského.

## Historie
Alexander Duchnovič, nejvýznamnější rusínský buditel, zemřel v roce 1865 a po jeho smrti se hlavní kulturní město obrození přeneslo z Prešova do Užhorodu. V reakci na jeho smrt byl založen Spolek sv. Vasilije Velikého, stalo se tak v roce 1866 v Užhorodu a založil ho Adolf Dobrjanský, společně s Ioannem Rakovským. Iniciátorem vzniku společnosti byl mukačevský biskup Vasil Popovič, který společně s prešovským biskupem Jozefem Gagancem, spoluzakladatelem Spolku sv. Jana Křtitele, sepsali zakládací listinu společnosti, kterou 15. prosince 1864 schválila uherská královská krajská rada.
Spolek začal vydávat první noviny od rusínské inteligence, a to týdeník Svět psaný v karpatorusínském dialektu ruštiny nebo v ruštině. Jednalo se o literární a společenské noviny, které podporovaly tehdejší rusofilské trendy. Hodnotili politický život v Uhersku a také psala recenze děl ruských spisovatelů. Prvním redaktorem novin byl Jurij Ignatkov, poté po něm nastoupil Cyril Sabov a Viktor Kimak.
První oficiální schůze společnosti se konala až 19. září 1866, a to kvůli smrti mukačevského biskupa Vasila Popoviče. Prvním předsedou spolku se stal kněz Ioann Rakovský a čestným předsedou se stal Adolf Dobrjanský.
V prosinci 1970 obvinil Štefan Pankovič redakci rusínských novin Svět z nebezpečných tendencí a zakázal duchovenstvu z mukačevské eparchie mít s redakcí jakékoliv styky. Také v roce 1871 inicioval interní převrat ve spolku, kdy z vedení odvolal Adolfa Dobrjanského a Ioanna Rakovského a dosadil tam řeckokatolické duchovní promaďarského směru, kteří neuměli ani slovo rusínsky. V roce 1872 začal spolek vydávat týdeník Karpat, který se prezentoval jako společenské, církevní a literární noviny, na začátku se do redakce zapojovali i rusínští intelektuálové, ale po zvýšení promaďarských tendencí se od týdeníku distancovali. Štefan Pankovič pokračoval v maďarizaci své eparchie, např. zakázal posílání rusínských seminaristů do vídeňských škol, aby nezískali slovanské vlivy a nebo také prosazoval násilnou emigraci protimaďarských rusínů do centrálních Uher či Ruska a tak byl Adolf Dobrjanský donucen jít s rodinou do Ruska. Nakonec v roce 1872 proběhlo poslední, osmé zasedání spolku, kdy se rozhodlo pod silným Pankovičovým vlivem k vydávání rusínských knih výhradně v maďarštině a tak byl spolek utlumený již poté nic nevydal.
V roce 1895 se obnovila činnost Spolku sv. Vasilije Velikého v Užhorodě, nové vedení se silně distancovalo od původní rusofilské orientace a přešlo na ochranu rusínské národní identity. Znovuzaložení podpořil i nový mukačevský biskup Julij Fircak. Během rusínofilského vedení spolku byly vydávány nové učebnice v rusínštině a maďarštině. Mezi nové publikace, které spolek vydával byl časopis Přehled (maďarsky Szemle) a čtrnáctideník Nauka. Spolek definitivně zanikl v roce 1902 a jeho majetek byl převeden novému spolku Unio.